# Евфорб
Евфорб (Эвфорб, др.-греч. Εὔφορβος) — персонаж древнегреческой мифологии. Был троянцем, сыном Панфоя и Фронтисы. Убит Менелаем, который забрал у него щит.
Позднее его душа переселилась в Пифагора. Щит Менелай посвятил в храм Аполлона в Бранхидах, его опознал Пифагор. Его щит показывали в храме Геры Аргосской.